# De golem van Antwerpen
De golem van Antwerpen is het 15e stripalbum in de reeks van albums van Agent 327, getekend door Martin Lodewijk en in 2002 uitgegeven door Uitgeverij M. Het verhaal (dossier) is voor het eerst verschenen in het Algemeen Dagblad in 2001 en 2002 (22 augustus t/m 4 januari).
In De golem van Antwerpen komt duidelijk de antiheld-rol tot uitdrukking van Hendrik IJzerbroot, alias Agent 327.

## Verhaal
Hendrik IJzerbroot moet, vermomd in een bionisch gorillapak, naar de Antwerpse Zoo om de gorilla's daar te helpen zorgen voor nageslacht. Eenmaal ter plekke blijken er twee eigenaardigheden aan de hand in Antwerpen. De dieren in de Zoo voeren allemaal acrobatische toeren uit, en er vinden vreemde juwelenroven plaats uit de Joodse Diamanthuizen in de stad. De roven zouden uitgevoerd worden door een golem en 327 wil graag uitzoeken hoe en wat. Omdat IJzerbroot in zijn pak en in de gorillakooi weinig kan doen, komen Olga Lawina en Carl Sorge 327 assisteren. Olga keert in de nacht terug in de Zoo om samen met 327 op onderzoek uit te gaan. Zo ontdekken ze dat een van de dierenopzichters Zamba de grote is. Zamba blijkt de duiven en de gorilla Amedee te hebben afgericht om voor hem 's nachts juwelen te roven.
Olga en Sorge besluiten een valstrik te zetten voor Zamba. Via de de-drie-van-de-acht laat Olga in de kranten publiceren dat er een grote diamant in de stad geslepen zal worden. Hopelijk lokt dit Zamba uit om nogmaals tot een roof over te gaan. Zamba besluit inderdaad om nog een allerlaatste roof uit te voeren voordat hij met zijn juwelen naar Zuid-Amerika vertrekt. Terwijl de roof plaatsvindt, ontdekt Sorge dat Wendy Promiskuva zich ook in Antwerpen ophoudt.
Terwijl Sorge Promiskuva schaduwt, volgen Olga en 327, nog immer in gorillapak, de verrichtingen van de inmiddels op roverspad zijnde gorilla Amedee. Deze blijkt inmiddels de bewuste diamant geroofd te hebben. Terwijl Olga Amedee verleidt, en hem de grote diamant ontfutselt, neemt IJzerbroot de plaats van de gorilla in en gaat terug naar de Zoo. 327 brengt nu Zamba een glazen kopie van de diamant en waarschuwt de Antwerpse politie. Zamba weet echter nog net te ontkomen en vlucht met zijn glazen diamant naar het buitenland. Olga is bij haar poging Amedee te verleiden, plotseling overrompeld door Wendy Promiskuva die ook de echte diamant wil. Op het moment dat Olga overmeesterd wordt, komt Amedee in actie. In een King Kongachtig relaas, waarbij Olga de rol heeft van Ann Darrow, wordt Promiskuva gevangen en komt Amedee weer tot rust.
Amedee gaat terug naar de Zoo, agent 327's taak is volbracht en Olga blijkt nog steeds de diamant te bezitten.

## Details van het verhaal
- In strook D1 staat op een glascontainer de slogan "Brood is dood" geschreven, een verwijzing naar zanger Herman Brood die toen recent zelfmoord had gepleegd.
- In strook D5 zegt Barendse dat IJzerbroot net op "de buitenaardse tweeling uit de "Nix-Files" lijkt!". Een verwijzing naar de Amerikaanse SF-serie "The X-Files".
- De chef meldt IJzerbroot in strook D5 dat hij niet meer zal worden ingeschakeld als lijfwacht voor het huwelijk tussen "Juffrouw Culpa en Alexschrander". Een verwijzing naar prins Willem-Alexander der Nederlanden en Máxima Zorreguieta, die toen nog gingen huwen. De benaming "Maxima Culpa" is een allusie op de Latijnse term mea culpa ("mijn schuld"), omdat Maxima toen voor erg veel controverse zorgde gezien ze de dochter was van een Argentijnse politicus tijdens de militaire junta in de jaren 70.
- De chef stelt IJzerbroot in strook D6 voor een "Hannibal-masker te lenen van Paul Bosvelt van Feyenoord. Die heeft er toch twee en hij schijnt ze niet meer nodig te hebben."
- In strook D7 wordt IJzerbroot een gorillapak gegeven, geleend van een kostuummaker van "Planet of the Monkeys", een duidelijke knipoog naar "Planet of The Apes".
- Amedee de gorilla blijkt in strook D12 de eerste oosterse laaglandgorilla sinds gorilla Gust. Gust (gorilla) was een legendarische gorilla die van 1952 tot 1988 in de Antwerpse Zoo verbleef.
- De directeur van de Antwerpse Zoo, "Directeur Eyskeneyn" is een woordspeling op de echte toenmalige Antwerpse Zoo-directeur Rudy van Eysendeyk.
- De mysterieuze dief die vanuit de Antwerpse Zoo in de joodse wijk diamanten steelt wordt de "De golem van Antwerpen" genoemd. De golem is een monster uit de joodse folklore.
- In strook D18 zien we diverse bekende Nederlanders bij elkaar zitten. De man die zegt: "Heeft ieder nu z'n water of z'n weintje?" en gecorrigeerd wordt op zijn spelfout is Adriaan van Dis. Eenzaam in de hoek herkennen we Martin Lodewijk zelf.
- Op de voorpagina van de krant die IJzerbroot in strook D24 leest staat de kop "Geen nieuws over diamantroof" en "Ook geen nieuws over Sabena." Sabena was een Belgische luchtvaartmaatschappij die in 2001 failliet ging.
- Het Fuckin' plein is een woordspeling op het Antwerpse Falconplein.
- Agent Sorge gooit in strook D25 batterijen naar IJzerbroot en zegt trots over zijn worp: "Michael Jordan is er niets bij!"
- Het programma "Terzanikke" dat Detective van Zwam in strook D28-D29 interviewt is een woordspeling op het Vlaamse actualiteitenmagazine Ter Zake.
- Het televisietoestel is van het merk "Filips", woordspeling op Philips.
- De cafébaas zapt in strook D29 naar de "PRT" ("Provinciale Radio en Televisie"). Deze zender is een woordspeling op de BRT.
- De verzorger fluit in strook D30 de triomfmars uit Giuseppe Verdi's opera "Aïda".
- IJzerbroot denkt dat Zamba in strook D35 "Gossamme be Laden" zal bellen.
- Hij overweegt in strook D36 te sms-sen met Katja Stuurloos.
- De uitspraken "Da kunde ga nie begraape." en "'T is pertankt officieel de worhaad." zijn afkomstig uit een Nero-album, De Ark van Nero, overigens ook het eerste Nero-album dat Martin Lodewijk ooit las.
- In strook D70 sloop een foutje. Detective Van Zwam gebruikt de uitspraak: "Dat is nog eens straffe duivenpoep!". In Vlaanderen zou men eerder "duivenkak" zeggen.
- In strook D76 loopt Amedee de gorilla langs de Antwerpse stripwinkel "Mekanik Strip".
- In strook D78 komt de politie langs een Antwerpse straat waar een café met de naam "Odom" staat en een Vlaamse vlag aan de gevel hangt. Men merkt op: "Dit is een plaats die in 'n kwade reuk staat." Een allusie op café Odal, een bekende verzamelplaats voor extreem-rechtse Vlaams-nationalisten. De uitbater was destijds Bert Eriksson, leider van de Vlaamse Militante Orde.
- De slotscène waar Amedee de gorilla Olga Lawina meeneemt boven op de Antwerpse Boerentoren is een parodie op de film King Kong.
- In strook D85 zegt IJzerbroot dat hij ooit het dossier "De Dood van Pir Lah Lah" zal uitgeven. Een verwijzing naar Pierlala, een folkloristisch figuur die uit zijn doodskist rees.
- Detective Van Zwam stamelt bij het zien van Olga's borsten: "Kaaik, kaaik! Nen Twiedekker!". Dit is Gents voor "Kijk, kijk: een tweedekker". Deze uitspraak kwam ook in heel wat Nero (strip)albums terug.
- In strook D88 noemt een vrouw IJzerbroots gezicht een "poesjenellenkop" en zegt een man: "Is 't al Sinksenfoor dan?" De Antwerpse poesjenellenkelders zijn bekende poppentheaters en de Sinksenfoor is een populaire jaarlijkse kermis.

### Kruisverwijzingen met strips van Marc Sleen
- Detective Van Zwam en Agent Gaston uit de Vlaamse stripreeks Nero door Marc Sleen hebben een cameo in dit album. In strook D29 verklaart Van Zwam ironisch genoeg: "Spoken bestaan alleen in beeldverhalen van Marc Sleen!" In strook D88 besluiten ze naar "meneer Marc Sleen te gaan om te vragen of die nog iets voor ons te doen heeft." Agent Gaston merkt op: "Anders d'n Dirk wel!". Dirk Stallaert tekende van 1993 tot 2002 mee aan de Nero-verhalen.
- In strook D20-D21 zien we Piet Fluwijn en Bolleke, personages uit de bekende stripreeks, De Avonturen van Piet Fluwijn en Bolleke van Marc Sleen.
- De sultan van Ritsjapoor in strook D55 is een woordspeling op Rachepour, een Indiase staat die ook in het Nero-album De Kromme Cobra voorkomt.
- De uitspraak "Moet er nog zand zijn?" in strook D88 verwijst naar het Nero-album De Draak van Halfzeven, waarin Nero geteisterd wordt door Tjeef met de Kleppe, een mannetje dat met emmers zand leurt.[3][4]
- Mogelijk is het toeval, maar gezien dit album een hoop verwijzingen naar de stripreeks Nero bevat, is het toch vermeldenswaardig: in het album "Zwoele Charlotte" (1973-1974) komt Nero ook in gorillapak per abuis in de Antwerpse Zoo terecht.
- Agent 327 had ook een cameo in het Nero-album De kroon van Elisabeth, bladzijde 10, strook 4, waar hij de straat oversteekt niet ver van waar Madam Pheip en Oscar Abraham Tuizentfloot staan.